# عائلة زولديك
عائلة آل زولديك من سلسة أنمي القناص، وهي عائلة تُعتبر من أشد القتلة دموية في عالم الأنمي العائلة تمتلك جبل كوكورو و تعيش فيه، وهو عبارة عن بركان خامد يقع في منطقة دينتورا من جمهورية بادوكيا ويبلغ ارتفاعه 3,772 متر، وتُحيط بممتلكاتهم جدران حجرية ضخمة يحرسها كلب عملاق اسمه دودو، و خدم من ذوي المهارات العالية. وفقط عدد محدود من الناس الذين لا علاقة لهم بعائلة زولديك يعرفون بعض ما يوجد داخل ممتلكاتهم. فهنالك الكثير من الأسرار المحيطة بعائلة زولديك، وصورة واحدة لأي فرد من أفرادهم يمكن أن تُباع بمليون.
يتم تدريب الأطفال في العائلة على فن الاغتيال منذ صغرهم، على الرغم من أن كل فرد من أفراد الأسرة لديه الأفضلية ليختار التخصص الذي يعجبه عندما يكبر. كمثال، الابن الأكبر إيلومي يبدو بارعاً في فن التنكر، في حين أن الابن الأكبر الثاني ميلوكي معالج كمبيوتر وخبير في التهكير. في كل جيل يظهر طفل معجزة يكون وريثا للعائلة. حالياً وريث أعمال عائلة زولديك هو كيلوا، وهو أحد الشخصيات الرئيسية في هنتر x هنتر، على الرغم من أن كيلوا قد سبق وقال بأنه لا رغبة لديه في أن يرث مهنة عائلته. ويُعتقد بأن كل أفراد عائلة زولديك قد بدأوا تدريباتهم منذ ولادتهم. كما أنه يُسمح للأطفال أيضاً باستخدام الأسلحة (الدبابيس، القنابل، اليو يو، الورق)، والتي تكون في نفس الوقت مناسبة لقدرات النين، كما أن أفراد العائلة يحصلون على أجهزة إرسال خاصة يستخدمونها في أعمال الاغتيال الخاصة بهم.
إنهم يمتلكون مجموعة فريدة من المواهب: مقاومتهم لأغلب أنواع السموم، القدرة على تحمل كميات كبيرة من الكهرباء، والقوة الهائلة (كيلوا كان قادراً على فتح باب يزن 16 طناً قبل أن يتدرب على أي نوع من أنواع النين). أفراد العائلة الذين يمتلكون شعراً فضياً: زينو، سيلفا، كيلوا كلهم «محولون». في حين أن أصحاب الشعر الأسود: كيكيو، إيلومي، ميلوكي، كالوتو كلهم متلاعبون. بإستثناء ماها وألوكا فقط.
ترتبط العديد من قدرات الزولديك بالثعابين والتنانين الصينية، وعلى ما يبدو بأن هذا هو رمز التبجيل في عائلتهم.

## أبناء عائلة زولديك

### 1-إيلومي زولديك
إيلومي زولديك (باليابانية: イルミ＝ゾルディック)، (إيرومي زورودِكو) إنه الابن الأكبر لعائلة زولديك. ظهر في بداية السلسلة منتحلًا شخصية تدعى غيتاراكو (ギタラクル، غيتاراكورو) في اختبار الصّيد السابع والثمانون بعد المائتين. ويعتبر إيلومي الشخص الوحيد الّذي يمكن أن يطلق عليه هيسوكا أنّه صديقه، رغم أنّ علاقتهما غير عادية.
المظهر:
تعابير وجه إيلومي مثل القناع، لا يمكن لأحد أن يفهم مشاعره أو أفكاره. يمتلك شعراً أسوداً طويلاً ممشط للخلف، وعينان داكنتان جداً. حتى يتخفى بشخصية غيتاراكور قام باستخدام إبر نحيفه ومستديره الرأس لإعادة تشكيل هيئة وجهه انتهاءً بصوته غير المسموع.
الشخصية:
إيلومي شخصية غامضة جداً وغريبة الأطوار ورغم كونه يظهر بارد المشاعر دائماً، لا يغضب وهادئ جداً ولا يفقد أعصابة مهما كان الأمر سيئاً لكن في الحقيقية هو خلاف ذلك عندما يتعلق الأمر بخطر لأي فرد من العائلة، إيلومي عندها يتحول لشخص آخر يظهر رغبة في القتل ووحشية حتى صوته الهادئ والرخيم يتحول لصوت قوي ومخيف.إيلومي مهتم أكثر باخيه كيلوا بينما يبادله الآخر رغبة في الابتعاد عنه نهائيا بسبب رغبة ايلومي في السيطرة عليه

### 2- ميلوكي زولديك
ميلوكي زولديك (باليابانية: ミルキ＝ゾルディック)، (ميروكي زولديكو) هو ثاني أكبر ابن في عائلة زولديك.
المظهر:
ميلوكي يمتلك شعراً أسوداً قصيراً مقصوص بعناية مع قليل من الخصل المتباعدة في وسطه، وعيون سوداء، وجسد بدين نتيجة لعدم ممارسته للأنشطة البدنية من جانب وعاداته الغذائية السيئة من جانب آخر.
الشخصية:
ميلوكي سريع الغضب ومعروف عنه بأنه كثيراً ما يتشاجر مع أخيه الأصغر كيلوا. يُمكن وصف ميلوكي بأنه رجل وطفل في آن واحد، فهو لم يغادر منزل عائلة زولديك منذ أن كان في سن العاشرة وما زال ينادي أمه وأبيه بِماما وبابا وأخوه إيلومي بِإيلوني، وتعني أخي الأكبر إيلومي. ولا يحب أشقائه الآخرين، ميلوكي على ما يبدو لديه مستوى منخفض من اللياقة البدنية ويقضي معظم وقته في غرفته يلعب بأجهزة الكمبيوتر خاصته. باِعتباره أوتاكو فهو يفتخر كثيراً بالمانغا والأنمي وألعاب الفيديو المفضلة لديه وبجمعه للتماثيل. حتى أنه قام بتهديد كيلوا بالقتل إن وضع إصبعاً واحداً على مجموعة تماثيل الأنمي خاصته.

### 3-كيلوا زولديك
كيلوا زولديك (باليابانية:キルア=ゾルディック) هو أفضل صديق لغون في سلسلة هانتر × هانتر من قبل يوشيهيرو توغاشي
المظهر:
يمتلك كيلوا شعرًا فضيا شائكا وبشرة فاتحة وعينان زرقاوان. يتغيّر شكل عينيه حسب حالته المزاجية، فقد تضيقان وتصبحان أكثر حدّة عندما يدخل في مزاد قد يدفع للقتل. وفي نسخة Nippon Animation من الأنمي، قد تغيّر للّون الأخضر خلال الأوفات. كما أنه ظهر في كثير من المشاهد وهو يحمل لوح تزلّج أصفر (أو أخضر كما جاء في نسخة 1999).
يرتدي كيلوا عادة ملابس فضفاضة تتماشى دائمًا مع قميض ذي أكمام طويلة وداكن اللّون تحتها. تملك جلّ ملابسه العلوية ياقة عالية[1]. أام ملابسه السّفلية، فهو يرتدي سروالا قصيرًا فضفاضا في المانغا ونسخة 2011 بينما منحته نسخة 1999 سروالا أقصر من ذلك بحيث يُظهر ركبتيه. يرتدي كيلوا أيضًَا حذاءً أزرق ظهر باللّون الأبني والأسود في نسخة 1999.
الشخصية:
شخصية غامضة وهو من أسرة زولديك الشهيرة. كيلوا فتى مرح في أغلب الأحيان عندما يكون مع غون لكن في وقت القتال يتحول من الفتى اللطيف والمرح إلى سفاح محترف قوي.
خلفيته:
ولد كيلوا في عائلة تعمل بمجال الاغتيال أي قتلة مأجورون هذه العائلة هي عائلة زولديك. ومنذ طفولته خضع كيلوا لتدريبات قاسية جداً من جانب أفراد عائلته من اجل ان يصبح قاتل لا يرحم وهذا هو سبب قوته الهائلة وقدرته العالية في تحمل ما لا يستطيع تحمله الإنسان العادي كالسم والكهرباء. ويعول عليه افراد العائلة لأن سيرث عمل العائلة. ويجمع افراد عائلته على موهبه كيلوا. ويذكر أيضا أن اخاه يظن انه أكثر زولديك موهبة في التاريخ. وقبل لقاء غون وكيلوا بفترة قصيره كان كيلوا قد طعن ميلوكي اخاه وامه كيكو قبل ان يهرب من البيت والخضوع لأختبار الصيادين.

### 4-ألوكا زولديك
ألوكا زولديك (باليابانية: アルカ＝ゾルディック, Aruka Zorudikku) هي الابنة ما قبل الأخيرة لعائلة زولديك.
المظهر:
لدى ألوكا عينان سوداوان، وفي ذكريات كيلوا عن طفولتها في الفصل 321 عن الصورة العائلية لأبناء زولديك، فقد ظهر أنّ لألوكا شعرًا أسودَ طويل وترتدي ملابس ولد. ولكنه في الوقت الحالي، ترتدي ملابس تقليدية ترتديها عادة عذراوات المعابد اليابانية، مع حذاء طويل وعصابة رأس رُسم عليها عدّة أوجه، كما أنّ هنالك خصلتا شعر تتدلّيان على جانبي وجهه، في كل خصلة أربعة شارات رُسم عليها نفس الأوجه التي على عصابة الرأس.
الحيرة حول جنسها
هنالك خلط كبير بشأن جنس ألوكا. فكل من إيلومي و ميلوكي، يتعاملان مع ألوكا على أنّه أخ لهما.  إلاّ أنّ كيلوا الأخ الأقرب إلى ألوكا، يتعامل مع ألوكا على أنّه فتاة وقد ناداه بـ«أختي» مرّات عدّة. ولكن توجد مرات تحدث كيلوا عن ألوكا كذكر منها كما في فصل 328 عندما تحدث مع مورال وأخبره أن عن مطاردة إيلومي لهما قال كيلوا عن ألوكا بأنه "弟" وهي تعني «أخي الصغير» للمذكر.
الشخصية:
قبل أن يتم تقديمها في المانجا، وصفها والدها سيلفا بأنّها طفل مظلم ولا يمكن السيطرة عليه. ولكن، عندما التقى كيلوا، أظهرت ألوكا شخصية محبّبة ومرحة.
كيلوا الّذي يعتبر الأقرب إلى ألوكا من باقي العائلة، يعرف الفرق بين ألوكا الحقيقية وشخصيتها الأخرى الّتي يناديه كيلوا بـ«نانيكا» (في اليابانية 「何か」 نانيكا تعني «شيء»). عادة ما تنادي ألوكا الحقيقية كيلوا بـأوني-تشان (أي أخي الكبير) بينما تناديه الشخصية الأخرى بـ«كيلوا».
أظهرت ألوكا شخصية طفولية بسيطة، على خلاف شخصية كيلوا الناضجة رغم أنّه لا يكبرها إلاّ بسنة واحدة. إنّها تحب كيلوا كثيرًا وذلك راجع على الأرجح لأن كيلوا هو الوحيد الّذي أظهر أيّ تعاطف معها، وهو يثق بها كثيرًا. تعتبر ألوكا نفسها مصدر قلق لعائلتها وخاصة كيلوا، وتلوم نفسه على تأثير ذلك على عائلتها. وقد أظهرت شخصية رحيمة على خلاف قدراته المرعبة.

### 5- كالوتو زولديك
كالوتو زولديك (باليابانية: カルト＝ゾルディック)، هو الابن الأصغر في عائلة زولديك.
المظهر:
لدى كالوتو شعر أسود قصير يصل حتّى كتفيه وعينين ورديتين (أرجوانيتين في نسخة 1999). كما توجد شامة واضحة على الجانب الأيمن من فمه. وهو يرتدي ما يعرف بالكيمونو وهو زي ياباني تقليدي. عندما تم تقديمه لأول مرّة، كان يرتدي كيمونو أحمر طويل مع حزام أصفر وشبشب. وخلال آرك مدينة يوركشين وغريد آيلاند، أصبح كالوتو يرتدي كيمونو أزرق مزخرف برذاذ ثلج مع حزام أصفر أيضًا.
الشخصية:
لدى كالوتو شخصية صامتة ومطيعة، فهو يقوم دائمًا بما يطلبه الآخرين منه. كما أنه يشكّك في قدراته دائمًا، إن لم يقم بعمل جيّد. كما أنه شخص يحب التعذيب نوعًا ما، فخلال معركته ضد جندي من نمل الكيميرا، ذكر أنّ له عادة في تعذيب خصومه وأيضًا عندما ذكر أنّه معتاد على تحمل أيّ شيء. كما أنه شخص عازم بحيث بدى ذلك في قوله أنه مستعد لتحمّل أيّ شيء في سبيل إعادة أخيه، ومهما كان الوقت الّذي سيأخذه هذا الأمر. وبينما هو على وفاق تام مع والدته. إلاّ أنه يحسد أخاه الأكبر منه ولأسباب لم يتم ذكرها بعد. 

### 6- سيلفا زولديك (الأب)
يعد سيلفا قائد اسرة الزولديك واقوى افرادها يرى في ابنه كيلوا انه سيصبح قائد العائلة من بعده نظرا للمهارة التي يتمتع فيها وهو. يثق به كثيرا واجه سيلفا وزينو كرولو زعيم العناكب ولكنهم في النهاية تركوه يذهب واعترف كرولو بقوتهما وانه لا. يستطيع التغلب عليهم وأثناء حوار سيلفا وكرولو ذكرو شيئا عن قتال قديم بينهم نتيجته غير معروفة ولكن كرولو خسر أحد افراد عصابته فيه

### 7- كيكيو زولديك (الام)
كيكيو زولديك (باليابانية: キキョウ＝ゾルディック, Kikyō Zorudikku) هي زوجة سيلفا زولديك ووالدة أبناء الزولديك الخمسة.
لم يتم كشف الكثير حول ماضيها، بإستثناء أن كيكيو كانت واحدة من سكان مدينة ريوشي. قبل بدء هذه السلسلة، تلقت كيكيو إصابات عندما حاولت أن تمنع كيلوا من الهروب من المنزل لإجراء امتحان الصيادين على الرغم من أنها كانت فخورة به عندما قام بذلك .
طول كيكيو هو 170 سم، وترتدي فستانـًا ذو أرداف صناعية وقبعة واسـعـة الحواف مزينة بالريش والفراء. في بداية السلسلة كان عمرها 42 سنة، وجهها مغطى بالضمادات (ومن غير المعروف ما إذا كانت هذه الضمادات بسبب هجمات كيلوا عليها أم أنها مجرد جزء من أسلوبها في اللباس على الرغم من أنها لم تكن تضعها عندما كانت أصغـر سنـًّا)، وتضع قناعـًا إلكترونيـًا على عينيها وهذا القناع يمكن أن يستخدم كوسيلة اتصال على الرغم من أن استخداماته الأخرى غير معروفة.
كيكيو هي رمز الأمومة في عائلة زولديك. كيكيو شـغـوفـة جـداً بأبنائها كما أنها غريبة الأطوار فمثلاً عندما يتعلق الأمر بكيلوا كمثال فيبدو بأنها تتوق لرؤيته بارزًا في الاغتيال وقائمـًا بأعمال عائلة زولديك وتشعر بالسعادة في كل مرة يُظهر فيها كيلوا لا مبالاته حتى لو كان ذلك معها، بسبب حبها المفرط لأبنائها ووضع آمالها الكبيرة عليهم أصبحت تبالغ في العناية بهم حتى أصبحت أمـًّا مضطربة عقليـًا وتشك في أي شخص غريب يريد أن يتقرب من كيلوا مثلاً خوفـًا عليه من أن يقوم بتضليله، وربما هذا الهوس عائد جزئياً لمعرفة العائلة بجانب كيلوا اللطيف فإيلومي كذلك شعر بنفس الطريقة تجاه كيلوا وخوفاً عليه قام بزراعة إبرة في رأسة.